# Sophie Marie von Voss
Sophie Marie von Voss, född von Pannwitz 11 mars 1729, död 31 december 1814, var en preussisk grevinna, hovdam och dagboksskribent. Hon var överhovmästarinna vid det preussiska hovet och förtrogen till flera kungligheter under decennier. Hennes publicerade dagböcker anses vara ett värdefullt samtidsdokument.
Sophie Marie von Voss var dotter till Wolf Adolf von Pannwitz (1679-1750) och Johanna Maria Auguste von Jasmund. Hon var hovfröken hos Preussens änkedrottning Sofia Dorotea av Hannover från 1743 till 1751. År 1751 gifte hon sig med greve Ernst Johann von Voss. Hon var överhovmästarinna hos Preussens drottning (från 1786 änkedrottning) Elisabet Kristina av Braunschweig-Bevern från 1763 till 1793. Monarken begick 1787 bigami med hennes brorsdotter, Julie von Voss, vilket berörde henne illa.  